# 原種
原種（げんしゅ）には、次の２通りの意味がある。

## 種子として
原種子（Original seed）
米麦大豆の主要農作物では、主要農作物種子法により農業者が優良な種子により生産できるよう、都道府県に原々種及び原種を生産するよう定めている。都道府県は、品種を開発した農業試験場等の育成機関から提供された育種家種子を用いて、原々種圃で原々種を生産する。翌年、原々種を原種圃に播種し、原種を生産する。原種により農業生産団体他が設置した採種圃において、一般種子が生産される。農業者は採種圃産の一般種子により生産を行う。育種家種子→原々種→原種→採種圃種子の流れで、原々種及び原種を併せて、原種と呼ぶ場合もある。

## 園芸品種に対して
品種改良や種間交配が行われて園芸品種が作られた場合に、野生種（Wild species）をさしてこう呼ぶ。
栽培種が改良される前の、野生のときのままのもの。また、全く改良されていない植物のことを言う。改良種（交配種)に比べると、花や果実が貧弱だったり、花の色がくすんでいたり、花付きがまばらあるいは一時期しか咲かないなど、改良種に比べて劣る部分が多いが、丈が低く、野趣に富んでいることから、原種を愛好する人もいる。国外の草花でも、原種やそれに近いものは山野草として流通する例もある。チューリップの原種は、花は小さいが、花弁が非常に長いもの、葉に模様があるなどのものがあり、また、シクラメンの原種は鉢物になっている園芸品種に比べて耐寒性が強いものや香りのあるものもある。バラの原種は、四季咲き性こそないが、花も立派で豊か芳香を持つものがかなりある。また、一般に栽培種より様々な悪条件に耐える性質が強く、そのため、これをあらためて品種改良の素材とする、あるいは交配親とするなどの例もある。一般に、品種改良は、その過程で特定の性質のものだけを選び出すため、原種の持つ遺伝子の多様性を著しく失う傾向がある。そのため、新しい性質を求める場合には原種から探すのが効果的な場合も多い。
ただし原種とは言っても、野生のものをそのまま持ち込むのではなく、野生の個体群から採取され栽培された個体からの自家受粉や、そのような個体同士の交配により得られた個体もこう呼ぶ。その際、地域変異などを無視した場合、野生には存在しない、もしくは稀な形質を持つ個体が出現することもある。特に野生の個体群から採取される段階で人為的な選別が行われている場合にはこのようなことが起こりやすい。